# Thorlaksonius truncatus
Thorlaksonius truncatus är en kräftdjursart som beskrevs av Edward Lloyd Bousfield och Hendrycks 1994. Thorlaksonius truncatus ingår i släktet Thorlaksonius och familjen Pleustidae. Inga underarter finns listade i Catalogue of Life.